# Taebong
Taebong eller Sene Goguryeo (Hugoguryeo) var en koreansk stat etableret af Gung Ye (궁예, 弓裔) på Koreahalvøen i 901.

## Historie
Gung Ye var søn af kong Heonan eller kong Gyeongmun. En sandsiger havde fortalt om et syn, hvor et nyfødt barn ville føre til katastrofe for Silla, så kongen beordret drabet på barnet. En sygeplejer fik gemt Gung Ye og sørgede for hans opvækst. Han sluttede sig til Yang Gil's oprørsstyrke i 892.
Efter næsten 1000 år som centralstyret kongedømme var Silla blevet ustabilt. Gung Ye startede sit eget oprør og absorberede efterhånden Wang Geon's styrker i Songak, og i 898 etablerede han hovedstaden der. Han slog efterhånden Yang Gil og andre lokale ledere i det centrale Korea og proklamerede sig selv til konge over det senere Goguryeo i 901.
Han byttede navn på riget til Majin i 904, og til Taebong i 911. Gung Ye flyttede hovedstaden til Cheolwon i 905. Taebong på sit største omfattede et geografisk område, som modsvarer nutidens Nord-Hwanghae og Syd-Hwanghae, Gyeonggi, Gangwon/Kangwon, Pyongyang, Nord-Chungcheong og de sydlige dele af Syd-Jeolla.

### Taebongs fald
Senere proklamerede Gung Ye sig selv som Buddha og blev en rigtig tyran, som dømte alle, som gik ham imod, til døden, herunder hans egen kone, Lady Gang. I 918 havde fire af hans egne generaler fået nok, Hong Yu (홍유, 洪儒), Bae Hyeon-gyeong (배현경, 裵玄慶), Shin Sung-gyeom (신숭겸, 申崇謙) og Bok Ji-gyeom (복지겸, 卜智謙) tog magten i landet og indsatte Wang Geon som konge. Like efter blev det nye kongedømme Goryeo proklameret.

### Kultur
Taebong havde stor indflydelse på Goryeo kulturelt. Gung Ye var oprindelig en buddhistmunk. Han opfordrede til buddhisme og ændrede på måderne buddhist-ceremonier blev udført på, deriblandt Palgwanhoe (팔관회, 八關會) og Seokdeungnong (석등롱, 石燈籠). Disse overlevede Gung Yes død og Taebongs fald.